# Uadi Derna
Uadi Derna es un uadi (curso de agua estacional) en Libia que desciende desde las montañas Yebel Ajdar hasta la ciudad portuaria de Derna, en el Mediterráneo. Como muchos otros uadis en el norte de África, es un cauce intermitente que en gran parte de su longitud contiene agua sólo cuando llueve lo suficiente. Tiene 75 km de largo y drena una cuenca de 575 km2.
Las cascadas Derna se encuentran en el trayecto del uadi Derna a unos 7 km (4,3 millas) al sur de la ciudad de Derna.
En septiembre de 2023, en el contexto de la crisis libia, las fuertes precipitaciones de la tormenta Daniel provocaron el colapso de dos presas al otro lado del río, la presa de Derna y la presa de Mansour, provocando inundaciones catastróficas en la ciudad de Derna, que mataron al menos a 11.300 personas. Fue la segunda rotura de presa más mortífera de la historia.